# Caden Glover
Caden Edward Glover (* 8. März 2007 in Columbia (Illinois)) ist ein US-amerikanischer Fußballspieler, der hauptsächlich als Mittelstürmer für St. Louis City spielt.

## Karriere

### Verein
Glover begann seine Karriere 2021 bei St. Louis Scott Gallagher und wechselte später im Jahr 2021 zu St. Louis City.
Im Jahr 2022 trat Glover St. Louis City 2 bei, wo er in 15 Spielen 6 Tore erzielte. Er machte mit 15 Jahre 06 Monate sein Debüt in der MLS-Next-Pro-Liga gegen North Texas SC.
Seit 2023 ist er Teil des Profikaders von St. Louis City. Sein Debüt in der MLS machte er am 13. Mai 2023 gegen Chicago Fire FC als er in der 77. Minute gegen Eduard Löwen eingewechselt wurde. Durch seine Einwechslung war er der erste im Jahr 2007 geborene Spieler mit Einsatz in der MLS. Zu diesem Zeitpunkt war er 16 Jahre 02 Monate 05 Tage alt.

### Nationalmannschaft
Caden war Teil der USA U15. Er gab sein internationales Debüt am 25. April 2022 gegen die Slowenien U15.